# Sevilla (provins)
Provincia de Sevilla är en provins i Andalusien i södra Spanien. Huvudstaden heter även den Sevilla. Ytan är 14 001 km² och den totala folkmängden uppgick till 1 811 177 invånare år 2005.
Nationalparken Doñana nationalpark ligger i provinsen.

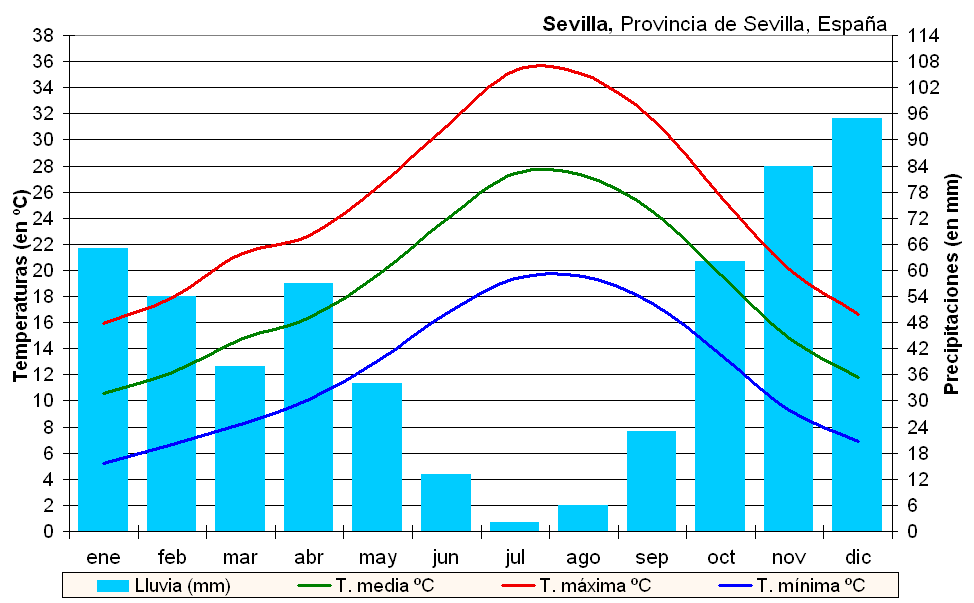
Klimatdiagram för Sevillaprovinsen